# World Games 2013/Ultimate Frisbee
Bei den World Games 2013 wurde vom 28. bis 30. Juli 2017 ein Wettbewerb im Ultimate Frisbee durchgeführt.

## Ergebnisse

### Vorrunde

#### Tabelle
| Pl. | Team                   | S | N | Ergb. | Diff. |
| --- | ---------------------- | - | - | ----- | ----- |
| 1.  | Vereinigte Staaten     | 5 | 0 | 64:41 | +23   |
| 2.  | Australien             | 4 | 1 | 60:53 | +7    |
| 3.  | Kolumbien              | 2 | 3 | 56:59 | −3    |
| 4.  | Kanada                 | 2 | 3 | 54:58 | −4    |
| 5.  | Japan                  | 2 | 3 | 55:61 | −6    |
| 6.  | Vereinigtes Königreich | 0 | 5 | 48:65 | −17   |

|  | Qualifikation zum Spiel um Gold   |
|  | Qualifikation zum Spiel um Bronze |

#### Resultate
| 28. Juli 2013 |                        |       |                        |
| 08:30         | Japan                  | 13:12 | Kolumbien              |
| 10:00         | Kanada                 | 13:9  | Vereinigtes Königreich |
| 11:30         | Vereinigte Staaten     | 13:8  | Australien             |
| 16:10         | Kolumbien              | 13:10 | Vereinigtes Königreich |
| 17:30         | Japan                  | 10:13 | Australien             |
| 19:10         | Vereinigte Staaten     | 13:8  | Kanada                 |
| 29. Juli 2013 |                        |       |                        |
| 08:30         | Vereinigtes Königreich | 11:13 | Japan                  |
| 10:00         | Kolumbien              | 7:13  | Vereinigte Staaten     |
| 11:30         | Australien             | 13:10 | Kanada                 |
| 16:10         | Japan                  | 9:12  | Vereinigte Staaten     |
| 17:30         | Kanada                 | 10:13 | Kolumbien              |
| 19:10         | Australien             | 13:9  | Vereinigtes Königreich |
| 30. Juli 2013 |                        |       |                        |
| 08:30         | Kanada                 | 13:10 | Japan                  |
| 10:00         | Australien             | 13:11 | Kolumbien              |
| 11:30         | Vereinigtes Königreich | 9:13  | Vereinigte Staaten     |

### Finalrunde

#### Spiel um Bronze
| 23. Juli 2017 |           |       |        |
| 15:00         | Kolumbien | 11:12 | Kanada |

#### Spiel um Gold
| 23. Juli 2017 |                    |      |            |
| 17:00         | Vereinigte Staaten | 13:6 | Australien |

### Medaillengewinner
| Vereinigte Staaten | Australien | Kanada |
| --- | --- | --- |
| - Georgia Bosscher - Cara Crouch - Ryan Farrell - Sarah Griffith - Virginia Howard - Ashlin Joye - Beau Kittredge - Michael Natenberg - Octavia Payne - Alex Snyder - George Stubbs - Mc Pherson Taylor - Dylan Tunnell | - Danielle Alexander - Sebastian Barr - Peter Blakeley - Jonathan Holmes - Timothy Lavis - Stephanie Malcher - Alisa Moore - Gavin Moore - Catherine Phillips - Michelle Phillips - Joel Pillar - Tom Rogacki - Sarah Wentworth | - Caroline Cadotte - Sik Chan - Andre Collins - Mira Donaldson - Danielle Fortin - Cameron Harris - Morgan Hibbert - Catherine Hui - Jeffrey Lindquist - Mark Lloyd - Nicholas Menzies - Anne Mercier - Adrian Yearwood |